# William Leigh Brent

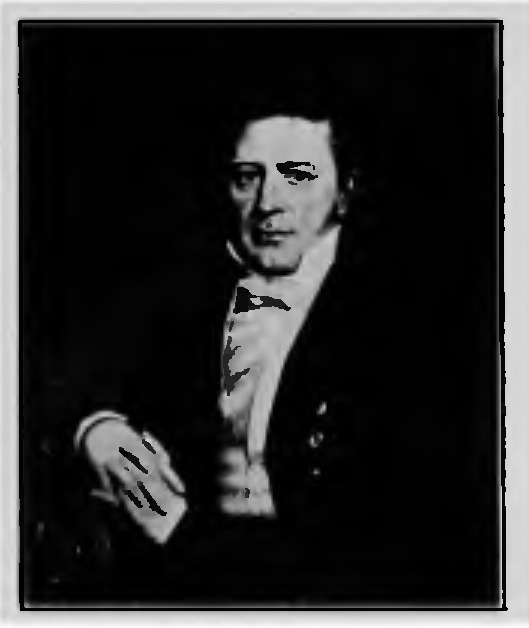
William Leigh Brent (1784–1848)

William Leigh Brent (* 20. Februar 1784 in Port Tobacco, Charles County, Maryland; † 7. Juli 1848 in St. Martinville, Louisiana) war ein US-amerikanischer Politiker. Zwischen 1823 und 1829 vertrat er den Bundesstaat Louisiana im US-Repräsentantenhaus.

## Werdegang
William Brent war ein Neffe von Richard Brent (1757–1814), der zwischen 1799 und 1814 den Staat Virginia in beiden Kammern des Kongresses vertrat. Nach einem Jurastudium und seiner Zulassung als Rechtsanwalt zog Brent um das Jahr 1809 in das Gebiet des späteren Staates Louisiana, wo er in seinem neuen Beruf arbeitete. Präsident James Madison ernannte ihn zum stellvertretenden Generalstaatsanwalt für den westlichen Teil des Orleans-Territoriums. Politisch war Brent Mitglied der Demokratisch-Republikanischen Partei. In den 1820er Jahren schloss er sich der Fraktion um Präsident John Quincy Adams und Henry Clay an, die in Opposition zu Andrew Jackson und dessen 1828 gegründeter Demokratischen Partei stand. Später wurde Brent Mitglied der in den 1830er Jahren gegründeten Whig Party.
Bei den Kongresswahlen des Jahres 1822 wurde Brent im neugeschaffenen dritten Wahlbezirk von Louisiana in das US-Repräsentantenhaus in Washington, D.C. gewählt. Dort nahm er am 4. März 1823 seinen Sitz ein. Nach zwei Wiederwahlen konnte er bis zum 3. März 1829 drei Legislaturperioden im Kongress absolvieren. Diese waren von den heftigen Diskussionen zwischen den Anhängern und Gegnern von Andrew Jackson überschattet. Nach seinem Ausscheiden aus dem US-Repräsentantenhaus arbeitete William Brent wieder als Anwalt. Er starb am 7. Juli 1848 in St. Martinville.